# Juan García Lorenzana
Pour les articles homonymes, voir Juan García (homonymie) et García.
Juan Antonio García Lorenzana, dit Juanín García, né le 28 août 1977 à León, est l'un des meilleurs handballeurs espagnols de l'histoire. Il détient ainsi le record de buts marqués en Championnat d'Espagne et en équipe nationale d'Espagne.

## Palmarès

### Club
Compétitions internationales
- Vainqueur de la Ligue des champions (1) : 2011 (Finaliste en 2010)
- Vainqueur de la Coupe des vainqueurs de coupe (2) : 1999, 2005

Compétitions nationales 
- Vainqueur du Championnat d'Espagne (6) : 2001 (avec Ademar León), 2006, 2011, 2012, 2013, 2014 (avec FC Barcelone)
- Vainqueur de la Coupe du Roi (4) : 2002, 2007, 2009, 2010
- Vainqueur de la Coupe ASOBAL (4) : 1999, 2010, 2012, 2013
- Vainqueur de la Supercoupe d'Espagne (4) : 2007, 2009, 2010, 2013

### Sélection nationale
Jeux olympiques 
- 7e place aux Jeux olympiques de 2004 à Athènes,  Grèce
- Médaille de bronze aux Jeux olympiques de 2008 à Pékin,  Chine

Championnat du monde
- 4e place au Championnat du monde 2003,  Portugal
- Médaille d'or au Championnat du monde 2005,  Tunisie
- 7e place au Championnat du monde 2007,  Allemagne
- 13e place au Championnat du monde 2009,  Croatie
- Médaille de bronze au Championnat du monde 2011,  Suède

Championnats d'Europe
- 10e place au Championnat d'Europe 2004,  Slovénie
- Médaille d'argent au Championnat d'Europe 2006,  Suisse
- 9e place au Championnat d'Europe 2008,  Norvège
- 6e place au Championnat d'Europe 2010,  Autriche
- 4e place au Championnat d'Europe 2012,  Serbie

Autres
- Médaille d'or aux Jeux méditerranéens de 2005 d'Almeria,  Espagne

### Distinctions personnelles
- Meilleur buteur de l'histoire en Championnat d'Espagne (2673 buts marqués[2])
- Meilleur buteur de l'histoire en Équipe d'Espagne (822 buts)[1]
- Meilleur buteur aux Jeux olympiques 2008 de Pékin (49 buts)
- Meilleur ailier gauche du Championnat d'Espagne (9) : 2004, 2005, 2006, 2007, 2008, 2009, 2010, 2011 et 2013
- Meilleur ailier gauche des Jeux olympiques 2004 d'Athènes
- Deuxième meilleur handballeur mondial de l'année en 2004 (meilleur joueur de champ) avec 17,2 % des votes[3],[4]